# Elección para gobernador de Arizona de 2018
La elección para gobernador de Arizona de 2018 tuvo lugar el 6 de noviembre.
Las primarias se celebraron el 28 de agosto. El gobernador republicano en ejercicio Doug Ducey resultó ganador para un segundo mandato, con una mayoría ligeramente mayor con respecto a su victoria de 2014.

## Primaria republicana
| Candidatos                 | Votos   | %     |
| -------------------------- | ------- | ----- |
|                            | Votos   | %     |
| Doug Ducey                 | 463,672 | 70.74 |
| Ken Bennett                | 191,775 | 29.26 |
|                            |         |       |
| Total                      | 655,447 | 100   |
|                            |         |       |
| Fuente: Secretary of State |         |       |

## Primaria demócrata
| Candidatos                 | Votos   | %     |
| -------------------------- | ------- | ----- |
|                            | Votos   | %     |
| David Garcia               | 255,555 | 50.56 |
| Steve Farley               | 163,072 | 32.26 |
| Kelly Fryer                | 86,810  | 17.18 |
|                            |         |       |
| Total                      | 505,437 | 100   |
|                            |         |       |
| Fuente: Secretary of State |         |       |

## Resultados

### Generales
| Partido       | Partido       | Candidato     | Votos     | %     |
| ------------- | ------------- | ------------- | --------- | ----- |
|               | Republicano   | Doug Ducey    | 1,330,863 | 56.00 |
|               | Demócrata     | David Garcia  | 994,341   | 41.84 |
|               | Verde         | Angel Torres  | 50,962    | 2.14  |
|               |               |               |           |       |
| Total         | Total         | Total         | 2,376,166 | 100   |
| Participación | Participación | Participación | 2,376,441 | 64.85 |
| Registrados   |               |               |           |       |
|               |               |               |           |       |
| Fuente:       |               |               |           |       |

### Por condado
|            | Ducey Republicano | Ducey Republicano | Garcia Demócrata | Garcia Demócrata | Torres Verde | Torres Verde | Total     |
| Condado    | Votos             | %                 | Votos            | %                | Votos        | %            | Total     |
| ---------- | ----------------- | ----------------- | ---------------- | ---------------- | ------------ | ------------ | --------- |
| Apache     | 9,175             | 36.64             | 14,955           | 59.72            | 912          | 3.64         | 25,042    |
| Cochise    | 29,638            | 65.26             | 14,576           | 32.10            | 1,201        | 2.64         | 45,415    |
| Coconino   | 22,778            | 41.47             | 30,712           | 55.91            | 1,440        | 2.62         | 54,930    |
| Gila       | 14,444            | 70.34             | 5,623            | 27.38            | 468          | 2.28         | 20,535    |
| Graham     | 7,776             | 73.21             | 2,569            | 24.19            | 276          | 2.60         | 10,621    |
| Greenlee   | 1,637             | 64.22             | 832              | 32.64            | 80           | 3.14         | 2,549     |
| La Paz     | 3,852             | 75.49             | 1,122            | 21.99            | 129          | 2.53         | 5,103     |
| Maricopa   | 800,210           | 55.85             | 603,055          | 42.09            | 29,495       | 2.06         | 1,432,760 |
| Mohave     | 56,682            | 79.18             | 13,580           | 18.97            | 1,325        | 1.85         | 71,587    |
| Navajo     | 21,880            | 59.81             | 13,646           | 37.30            | 1,055        | 2.88         | 36,581    |
| Pima       | 184,621           | 47.52             | 195,227          | 50.25            | 8,678        | 2.23         | 388,526   |
| Pinal      | 75,272            | 64.42             | 38,801           | 33.21            | 2,767        | 2.37         | 116,840   |
| Santa Cruz | 4,792             | 35.60             | 8,407            | 62.46            | 261          | 1.94         | 13,460    |
| Yavapai    | 74,148            | 68.44             | 32,159           | 29.68            | 2,029        | 1.87         | 108,336   |
| Yuma       | 23,958            | 54.60             | 19,077           | 43.47            | 846          | 1.93         | 43,881    |